# NGC 3972
NGC 3972 is een balkspiraalstelsel in het sterrenbeeld Grote Beer. Het hemelobject werd op 14 april 1789 ontdekt door de Duits-Britse astronoom William Herschel.

## In de kom van deGrote steelpan
Het stelsel NGC 3972 bevindt zich, vanaf de aarde gezien, in de rechthoek gevormd door de sterren Dubhe, Merak, Phad, en Megrez, die de kom van het gemakkelijk herkenbare asterisme Grote steelpan (Big dipper) vormen.

## Synoniemen
- UGC 6904
- MCG 9-20-32
- ZWG 269.16
- IRAS11531+5535
- PGC 37466